# Miriam Welte
Miriam Welte (ur. 9 grudnia 1986 w Kaiserslautern) – niemiecka kolarka torowa, mistrzyni olimpijska oraz wielokrotna medalistka mistrzostw świata.

## Kariera
Pierwszy sukces w karierze Miriam Welte osiągnęła w 2004 roku, kiedy zdobyła brązowy medal w sprincie na mistrzostwach świata juniorów. Na rozgrywanych cztery lata później mistrzostwach świata w Manchesterze w parze z Daną Glöss zdobyła brązowy medal w sprincie drużynowym. Wspólnie z Kristiną Vogel tej samej konkurencji zdobyła ponadto złote medale na mistrzostwach świata w Melbourne w 2012 roku, mistrzostwach w Mińsku w 2013 roku oraz rozgrywanych rok później mistrzostwach świata w Cali. Vogel i Welte zwyciężyły również w sprincie drużynowym podczas igrzysk olimpijskich w Londynie w 2012 roku. Welte zdobyła także cztery medale w wyścigu na 500 m. Najpierw brązowy na mistrzostwach świata w Apeldoorn w 2011 roku, gdzie wyprzedziły ją tylko Białorusinka Olga Panarina i Francuzka Sandie Clair. Rok później, podczas MŚ w Melbourne była druga za Anną Meares z Australii. Drugie miejsce zajęła także Mińsku, gdzie lepsza była tylko Lee Wai Sze z Hongkongu, a podczas MŚ w Cali w 2014 roku była najlepsza w tej konkurencji.